# Bart van Est
Bart van Est (ur. 1 listopada 1956 w Dinteloord) – holenderski kolarz szosowy, złoty medalista mistrzostw świata.

## Kariera
Największy sukces w karierze Bart van Est osiągnął w 1978 roku, kiedy wspólnie z Bertem Oosterboschem, Guusem Bieringsem i Janem van Houwelingenem zdobył złoty medal w drużynowej jeździe na czas na szosowych mistrzostwach świata w Nürburg. Był to jednak jedyny medal wywalczony przez niego na międzynarodowej imprezie tej rangi. Ponadto w 1977 roku wygrał Ronde van Noord-Holland, a w 1983 roku zajął drugie miejsce w Omloop van de Braakman. Nigdy nie wystąpił na igrzyskach olimpijskich.